# (73179) 2002 HO10
(73179) 2002 HO10 – planetoida z pasa głównego asteroid okrążająca Słońce w ciągu 4,09 lat w średniej odległości 2,56 j.a. Odkryta 21 kwietnia 2002 roku.